# Bombala
Bombala is een plaats in de Australische deelstaat New South Wales en telt 1222 inwoners (2001).